# Villefranche-du-Périgord

Villefranche-du-Périgord este o comună în departamentul Dordogne din sud-vestul Franței. În 2009 avea o populație de 764 de locuitori.

## Evoluția populației
| An        | 1975 | 1982 | 1990 | 1999 | 2006 | 2009 |
| --------- | ---- | ---- | ---- | ---- | ---- | ---- |
| Populație | 808  | 799  | 827  | 803  | 774  | 764  |